# Roßbach (Spießbach)
Der Roßbach ist ein gut dreieinhalb Kilometer langer rechter Zufluss des Spießbaches in der Südpfalz.

## Verlauf
Der Roßbach entspringt auf einer Höhe von 265 m ü. NN dem Roßbrunnen im westlichen Wasgau auf dem Gebiet der Gemarkung von Dahn am Südwesthang des Toteköpfel. Er fließt zunächst in südöstlicher Richtung zwischen dem Stolzenberg auf seiner rechten Seite und dem Kleinen Dahlberg auf der linken durch das artenreiche Roßbrunnental. Er schlägt dann einen Bogen und umfließt danach von Westen den Großen Deckenberg, wobei er in einer Reihe von kleinen Weihern gestaut wird. Auf der anderen Seite befinden sich der Breite- und der Spitze-Klippenberg. Der Roßbach fließt nun südwärts und mündet schließlich nordöstlich von Fischbach bei Dahn auf einer Höhe von 219 m ü. NN in den Spießbach.

## Tourismus
Der Höcherbergweg folgt dem mittleren Verlauf des Roßbach. Entlang seines mittleren und unteren Verlaufs führt außerdem die Wasgau-Seen-Tour.